# Próba Unterbergera
Próba Unterbergera (ang. Unterberger's test, niem. Unterberger-(Tret)Versuch) – próba, stosowana w otolaryngologii i neurologii do oceny w badaniu przedmiotowym sprawności postawy i chodu pacjenta. Określana jest jako dynamiczna próba Romberga. Podczas testu pacjent zamyka oczy i maszeruje w miejscu, podnosząc wysoko kolana i trzymając ręce prosto wyciągnięte przed siebie. Jeśli pacjent ma jednostronne wypadnięcie czynności błędnika, chodząc będzie obracał się wokół własnej osi. 
O patologii świadczy zwrot ciała w marszu powyżej 45° po wykonaniu 50 kroków. Test był określany jako nieprzydatny do oceny zaburzeń równowagi pochodzenia móżdżkowego. Próbę opisał jako pierwszy austriacki otorynolaryngolog Siegfried Unterberger w 1940 roku.